# Montemayor de Pililla (kommunhuvudort)
Montemayor de Pililla är en kommunhuvudort i Spanien.   Den ligger i provinsen Provincia de Valladolid och regionen Kastilien och Leon, i den centrala delen av landet, 140 km nordväst om huvudstaden Madrid. Montemayor de Pililla ligger 871 meter över havet och antalet invånare är 1 042.
Terrängen runt Montemayor de Pililla är huvudsakligen platt, men norrut är den kuperad. Runt Montemayor de Pililla är det glesbefolkat, med 15 invånare per kvadratkilometer. Närmaste större samhälle är Tudela de Duero, 13,3 km nordväst om Montemayor de Pililla. Trakten runt Montemayor de Pililla består till största delen av jordbruksmark.